# Makouopsap
Makouopsap est un village du Cameroun situé dans le département du Noun et la Région de l'Ouest. Il fait partie de l'arrondissement de Massangam.

## Population
En 1967, la localité comptait 129 habitants, principalement des Bamoun. Lors du recensement de 2005, on y a dénombré 137 personnes.